# Popowo-Letnisko
Popowo-Letnisko – kolonia w Polsce położona w województwie mazowieckim, w powiecie wyszkowskim, w gminie Somianka. Leży nad Bugiem.
W latach 1975–1998 miejscowość administracyjnie należała do województwa ostrołęckiego.
Inne miejscowości o nazwie Popowo: Popowo, Popowo-Parcele, Popowo Kościelne

## Historia
- 15 października 1928 roku inż. Stefan Ukielski i Brunon Hertzberg (zarząd Spółki Terenowej Popowo) nabyli na publicznej licytacji w Mławie 1595 morgów ziemi (893,2 ha) w ówczesnym powiecie pułtuskim, woj. warszawskiego za sumę 52 000 złotych. Pierwotnie obszar ten określano mianem Popowo A. Był to teren położony u ujścia Narwi, otoczony z trzech stron lasami, z czwartej roztaczał się widok na dolinę Narwi.
- Powstała koncepcja utworzenia nowoczesnego miasta ogrodu. Dział architektoniczno-budowlany objął architekt Teodor Bursze. Wykonany projekt zagospodarowania terenu zakładał jego podział na parcele budowlane o powierzchni od 2200 do 3500 m². Zapoczątkowano również budowę elektrowni, parku sportowego i kąpieliska na Narwi. Broszura reklamowa wydana w 1930 roku przez Zakłady Graficzne E. i Dr. K. Koziańskich zawiera szeroki opis walorów zdrowotnych na tym terenie oraz łatwości nabycia działki na dogodne raty miesięczne płatne przez kilka lat.
- Rozwój miejscowości został zahamowany przez wybuch II wojny światowej. Znaczna część budynków została całkowicie zniszczona. Po zakończeniu wojny odstąpiono od projektu miasta ogrodu w północnej części Popowa A. Znajduje się ona obecnie w gminie Zatory, została przekazana we władanie Lasom Państwowym. W południowej części zachował się oryginalny plan zagospodarowania z niewielkimi zmianami wprowadzonymi na skutek działalności nowo utworzonych ośrodków wypoczynkowych. Zachowany jest rekreacyjno-wypoczynkowy charakter przeznaczenia terenu i stanowi miejscowość Popowo Letnisko w gminie Somianka.

## Położenie geograficzne i warunki przyrodnicze
Miejscowość znajduje się w gminie Somianka, powiat wyszkowski, woj. mazowieckie. Bezpośrednio przy drodze krajowej nr 62 na odcinku między Wierzbicą a Wyszkowem w odległości 45 km od Warszawy. Piaszczyste tereny wsi porasta bór świeży z młodym drzewostanem sosnowym z domieszką brzozy. W podszyciu występuje jałowiec i sporadycznie jarząb. Runo tworzą: borówka czernica, gajnik lśniący, rokiet, wrzos i borówka brusznica. Cały teren pozostaje pod korzystnym wpływem dużych kompleksów leśnych (osłona przeciwwietrzna, cisza, zawartość olejków eterycznych w powietrzu).